# Отмщение за Рагиделя
«Отмщение за Рагиделя» (фр. La vengeance Raguidel) — рыцарский роман Рауля де Удана.

## Сюжет
В пасхальную ночь король Артур мечтает у своего замка в Карлеоне и видит, как к берегу медленно пристаёт волшебный корабль. На нём нет никого, ни пассажиров, ни команды, и лишь тело неизвестного рыцаря распростёрто, бездыханное, на украшенном гербом щите. Мёртвый рыцарь — это Рагидель, и к его поясу прикреплена записка, взывающая об отмщении. Два рыцаря должны взять на себя эту миссию. Но она по плечу не каждому. Для того, чтобы определить избранников, нужно выдернуть из раны убитого рыцаря застрявший там осколок копья и снять с пальцев мёртвой руки унизывающие их перстни. Первое удаётся лишь баловню судьбы Говену, второе — Идеру. Говен отправляется на поиск, как полагается странствующему рыцарю, отправляется без достаточно чёткой цели и ясного плана и не зная в точности, куда ему следует держать путь. В дороге его подстерегают всевозможные опасные приключения: он встречает свирепого Чёрного Рыцаря, задавшегося целью сразиться с ним и убить. В яростной схватке Говен, однако, одерживает верх, и Чёрный Рыцарь из врага становится его соратником и другом.
Затем герой попадает в замок одной знатной дамы, также задумавшей погубить Говена. И здесь он счастливо избегает опасности, освобождает томящегося тут в неволе своего брата Гаэрьета и укрывается вместе с ним в замке Чёрного Рыцаря. На тесной лесной дороге Говен сталкивается с молодой красавицей Идайной, влюбляется в неё и проводит в её замке радостные дни.
На Троицу рыцарь возвращается ко двору Артура, привозя с собой и свою новую возлюбленную. Ослеплённая блеском королевского двора, молодая красавица теряет голову и забывает об обетах верности, данных Говену. Рыцарь тяжело переживает эту измену, вырывает недостойную любовь из своего сердца и отправляется выполнять возложенную на него миссию — мстить за Рагиделя. Он смело всходит на палубу волшебного корабля и пускается, без руля и ветрил, в рискованное плавание. Корабль причаливает в конце концов к пустынному берегу. Здесь Говена поджидает жестокий силач Генгазуэн со своим злобным медведем. Разгорается поединок, силы Говена слабеют, но внезапно появившийся Идер убивает косматое чудовище, и герой одерживает решительную победу. Идер женится на прекрасной дочери Генгазуэна, Говен же с почётом возвращается ко двору Артура, готовый к новым приключениям.